# Dirk Coster
Dirk Coster (n. 5 octombrie 1889, Amsterdam, Țările de Jos – d. 12 februarie 1950, Groningen, Țările de Jos) a fost un fizician olandez. A fost profesor de fizică și meteorologie la Universitatea din Groningen.
Coster s-a născut în Amsterdam. La 26 februarie 1919 s-a căsătorit cu Lina Maria Wijsman, care deținea o diplomă în limbi orientale, fiind una dintre primele femei care au obținut o diplomă de doctorat în acest domeniu de la Universitatea din Leiden. Dirk și Miep au avut doi fii și două fiice (Hendrik, Ada, Els și Herman). Coster este recunoscut drept codescoperitorul hafniului (elementul 72), alături de George de Hevesy, descoperire realizată în 1923 prin analiza spectroscopică cu raze X a minereului de zirconiu. Descoperirea a avut loc la Copenhaga, Danemarca, hafnia fiind numele latin pentru Copenhaga.

## Publicații
- Coster, D (iulie 1923). „Röntgenspektren und Bohrsche Atomtheorie”. Naturwissenschaften. 11 (27): 567–577. Bibcode:1923NW.....11..567C. doi:10.1007/BF01554353. ISSN 0028-1042.
- Bohr, N; Coster, D (decembrie 1923). „Röntgenspektren und periodisches System der Elemente”. Zeitschrift für Physik A. 12 (1): 342–374. Bibcode:1923ZPhy...12..342B. doi:10.1007/BF01328104. ISSN 0939-7922.
- Coster, D; von Hevesey, G (20 ianuarie 1923). „On the missing element of atomic number 72”. Nature. 111 (2777): 79. Bibcode:1923Natur.111...79C. doi:10.1038/111079a0.
- Coster, D; de Laer Kronig, R (1935). „A new type of Auger effect and its influence on the x-ray spectrum”. Physica. 2 (1): 13–24. Bibcode:1935Phy.....2...13C. doi:10.1016/S0031-8914(35)90060-X.